# Jan Bořil
Jan Bořil (11 januari 1991) is een Tsjechisch voetballer die doorgaans speelt als linkervleugelverdediger. Hij werd in januari 2016 door Slavia Praag overgenomen van FK Mladá Boleslav. Bořil is sinds september 2017 Tsjechisch international.

## Clubcarrière
Jan Bořil genoot zijn jeugdopleiding vooral bij FK Mladá Boleslav. In het seizoen 2009/2010 maakte hij de overstap naar het eerste elftal. Op 7 november 2009 maakte hij zijn debuut op het hoogste Tsjechische niveau. Twee minuten voor tijd kwam hij Tomas Fabian vervangen in de met 1–3 gewonnen wedstrijd tegen SK Dynamo České Budějovice. Na een uitleenbeurt bij FK Viktoria Žižkov, waarmee hij kampioen werd in de Tsjechische tweede afdeling, speelde hij nog 5 seizoenen bij Mladá Boleslav. In januari 2016 werd hij getransfereerd naar Slavia Praag waarmee hij in 2016/17 en 2018/19 Tsjechisch kampioen werd.

## Clubstatistieken
| Seizoen   | Club                 | Competitie   | Competitie | Competitie | Beker | Beker | Internationaal | Internationaal | Totaal | Totaal |
| Seizoen   | Club                 | Competitie   | Wed.       | Dlp.       | Wed.  | Dlp.  | Wed.           | Dlp.           | Wed.   | Dlp.   |
| --------- | -------------------- | ------------ | ---------- | ---------- | ----- | ----- | -------------- | -------------- | ------ | ------ |
| 2009/2010 | FK Mladá Boleslav    | Fortuna Liga | 11         | 0          | 0     | 0     | –              | –              | 11     | 0      |
| 2010/2011 | → FK Viktoria Žižkov | FNL          | 28         | 3          | 0     | 0     | –              | –              | 28     | 3      |
| 2011/2012 | → FK Viktoria Žižkov | Fortuna Liga | 11         | 0          | 0     | 0     | –              | –              | 11     | 0      |
| 2011/2012 | FK Mladá Boleslav    | Fortuna Liga | 3          | 0          | 0     | 0     | –              | –              | 3      | 0      |
| 2012/2013 | FK Mladá Boleslav    | Fortuna Liga | 29         | 0          | 0     | 0     | 4              | 0              | 33     | 0      |
| 2013/2014 | FK Mladá Boleslav    | Fortuna Liga | 25         | 0          | 2     | 0     | –              | –              | 27     | 0      |
| 2014/2015 | FK Mladá Boleslav    | Fortuna Liga | 28         | 1          | 6     | 0     | 4              | 0              | 38     | 0      |
| 2015/2016 | FK Mladá Boleslav    | Fortuna Liga | 15         | 0          | 3     | 0     | 1              | 0              | 19     | 0      |
| 2015/2016 | Slavia Praag         | Fortuna Liga | 11         | 0          | 0     | 0     | –              | –              | 11     | 0      |
| 2016/2017 | Slavia Praag         | Fortuna Liga | 24         | 1          | 3     | 0     | 5              | 0              | 32     | 1      |
| 2017/2018 | Slavia Praag         | Fortuna Liga | 26         | 0          | 4     | 0     | 7              | 0              | 37     | 0      |
| 2018/2019 | Slavia Praag         | Fortuna Liga | 29         | 2          | 3     | 0     | 13             | 0              | 45     | 2      |
| 2019/2020 | Slavia Praag         | Fortuna Liga | 8          | 0          | 0     | 0     | 4              | 1              | 12     | 1      |
| Totaal    | Totaal               | Totaal       | 248        | 7          | 21    | 0     | 38             | 1              | 307    | 8      |

Bijgewerkt op 15 oktober 2019.

## Interlandcarrière
Bořil is een voormalig Tsjechisch jeugdinternational. Door bondscoach Karel Jarolím werd hij in september 2017 bij de selectie gehaald met het oog op de kwalificatiewedstrijden WK 2018 tegen Duitsland en Noord-Ierland. Op 1 september 2017 maakte hij zijn debuut tegen Duitsland en speelde de volledige wedstrijd die uiteindelijk met 1–2 werd verloren.